# Job : Une comédie de justice
Job : Une comédie de justice (titre original : Job, a Comedy of Justice) est un roman de science-fiction et de fantasy écrit par Robert A. Heinlein et publié en 1984.

## Résumé
Un bon dévot se retrouve dans un monde parallèle, où il trouve sa future compagne. Mais le phénomène se reproduit et ils se retrouvent tous deux dans un autre monde, de nouveau. Quand cela s'arrêtera-t-il ? 
Hommage explicite à James Branch Cabell (Jurgen, a Comedy of Justice), le roman participe du cycle heinleinien du Monde comme mythe, et le lie à des textes plus anciens comme « Les Autres » (« They »), via le personnage du Glaroon en particulier. On y retrouve certains des thèmes favoris de Heinlein : l'union homme/femme, les mœurs, les univers parallèles, l'amour, la religion, et la philosophie. 